# Mas de Sant Antoni
El Mas de Sant Antoni, conegut també com a Masia Sant Antoni, és un monument del municipi de Cunit (Baix Penedès) protegit com a bé cultural d'interès local. El mas és de propietat privada i està dotat d'equipaments esportius. Actualment acull el Bultaco Camp (casa de colònies enfocada bàsicament al motociclisme) i ofereix les seves instal·lacions per a casaments i celebracions similars.

## Descripció

### Situació
Situat a la carretera que uneix Cunit amb l'Arboç (coneguda com a carretera de Clariana), el Mas de Sant Antoni és a prop del Mas del Pla. Es tracta d'una zona aïllada al nord del nucli de Cunit, a 3 km del mar i 400 metres al sud de l'autopista de Pau Casals, prop del terme municipal de Cubelles, Garraf.
L'indret s'enclava en plena Serra de Sant Antoni, un carener que parteix la zona inferior de la serra de Puig de Tiula i que constitueix un excel·lent mirador de la façana costanera i de les valls interiors de Cunit. Partint del turó de la Garsa i seguint paral·lela a l'anterior en sentit nord-est - sud-oest, la serra de Sant Antoni davalla notablement fins al coll de Sant Antoni (64 m), on la carena és tallada per la C32. A partir d'aquí, augmenta de cota fins als 90 m, baixant després sobtadament fins a morir a la riera de Cunit (la qual rep també el nom de torrent de Sant Antoni). La vall que queda al nord d'aquesta serra i que remunta cap al nord, tot coincidint amb un tram de la riera de Cunit, es coneix com a Fondo de Sant Antoni.
Prop del mas hi ha l'avenc de Sant Antoni, petita cova amb dues galeries i una profunditat propera als 40 metres de longitud, on s'han trobat vestigis prehistòrics (l'avenc ha tingut diversos usos al llarg dels anys, des del conreu de xampinyons fins a l'habilitació com a cova).

### Característiques
Es tracta d'un mas senyorial amb una de les cantonades rematada per una torre. L'edifici, d'estil eclèctic (tot i que hi predominen elements vuitcentistes i modernistes), està fet de paredat amb enlluït blanc i decoració de maons en les obertures i cantonades. El conjunt presenta tota una sèrie de dependències típiques d'una masia.
L'habitatge té tres cossos verticals: Els laterals tenen dues plantes i estan rematats per una barana amb balustres. El del mig –el més gran i nucli original de la casa–, consta de tres plantes, separades per cornises, amb les següents característiques:
- El portal és d'arc escarser.[7]
- Els baixos tenen una porta d'arc rebaixat i una finestra de llinda a cada banda.
- El pis noble presenta, al centre, una porta balconera amb barana de ferro i una finestra rectangular a cada banda.
- El tercer (on hi ha les golfes) té una finestra geminada i un ull de bou a cada banda.
- Les cobertes són de dos vessants i presenten en el punt d'unió una estructura poligonal on es veu el rellotge de sol i la data, 1901 (l'any en què la casa fou reformada).[7]

Al costat esquerre s'alça la torre de planta quadrada, de sis pisos d'alçada i rematada per una galeria de cobertes de quatre vessants.
La finca arribà a ocupar a la seva bona època més de 100 ha, per bé que en entrar en crisi l'empresa dels propietaris (Bultaco) a mitjan dècada de 1980, molt de terreny va ser venut i actualment la propietat abasta unes 12 ha.

## Història
En els terrenys d'aquest mas s'ha descobert una cova sepulcral, on es trobaren diversos materials arqueològics pertanyents a la cultura dels camps d'urnes, (cultura de Hallstatt, primera edat del ferro), conservats pels amos i també pel Museu de Vilanova i la Geltrú.
La casa fou feta per Isidre Marquès i Riba, avantpassat dels actuals propietaris, cap a 1830. En un primer moment la masia era de dimensions més reduïdes i després s'amplià i es dedicà al conreu del vi blanc del Penedès. L'hereu, Manuel Marquès i Puig, va fer aixecar la torre per a poder veure la casa des del tren. La seva filla, Pilar Marquès i Soler, casada amb Francesc de Paula Bultó i Sert, va fer aixecar una capella.
Durant la guerra civil espanyola el mas va servir d'hospital, i en la seva façana posterior s'hi veuen encara marques de l'artilleria llançada contra a la casa. Passada la guerra, cap a 1951 el mas va acollir el rei Leopold III de Bèlgica durant un període de diversos mesos després de la seva abdicació. De fet, al llarg de la història per la finca hi han passat tota mena de convidats famosos, com ara Emerson Fittipaldi, Graham Hill, Kenny Roberts, Barry Sheene, Niki Lauda, Jim Pomeroy o Wayne Rainey, a banda de tots els pilots oficials de Bultaco, els quals hi anaven sovint a provar motocicletes o bé simplement de visita.

### Els orígens
El 1830, Isidre Marquès (indià enriquit a Cuba) invertí part de la seva fortuna en una fàbrica de teixits de cotó que fundà a Vilanova i la Geltrú i en uns terrenys agrícoles situats en una petita vall envoltada de pins a poca distància del mar, entre Cubelles i l'aleshores llogarret de Cunit. Decidit a conrear-hi vinya, comprà aquella propietat tot i la preferència de la seva dona, Pilar Puig, per uns terrenys prop de la seva casa de Barcelona, entre la Porta de l'Àngel i la Vila de Gràcia (indret on després es faria la Plaça de Catalunya). Marquès anomenà la seva finca de Cunit "Sant Antoni", nom comú per aquells verals (vegeu el santuari de Sant Antoni de Pàdua i el Puig de Sant Antoni a Albinyana o l'hospital i l'església de Sant Antoni Abat a Vilanova i la Geltrú), i hi construí una casa per a la família de masovers que se n'hauria de fer càrrec. Les característiques del lloc -terreny frondós i accidentat, terra pedregosa i aigua escadussera- feien d'aquesta la menys rendible de les seves propietats (en canvi, les seves finques de la Plana i Mas Solers donaven bones collites).
En morir Isidre Marquès, Sant Antoni passa al seu fill Manuel, qui segueix amb els dos principals negocis del pare (el tèxtil i l'agrícola), i amplia les seves propietats en casar-se amb Concepció Soler, qui aporta la finca de Sant Rafael a l'Arboç. La fàbrica de Vilanova és un èxit i els seus treballadors disposen d'uns beneficis socials desconeguts fins a l'època, mentre que a Sant Antoni l'explotació de la vinya millora i això fa que la casa s'ampliï amb un celler i una planta noble per als amos, sobre la casa dels masovers. Més tard, Manuel Marquès és nomenat president de la Companyia dels Ferrocarrils de Madrid a Saragossa i a Alacant i comença la construcció de la línia que passa per la costa del Garraf en direcció a Barcelona. Aquesta nova línia, amb parada a Vilanova i la Geltrú, beneficia enormement les seves fàbriques. Com que en passar amb tren per Cunit, Marquès no veu la casa, decideix la construcció d'una torre prou alta per a poder-la veure des de la via del tren. També instal·la electricitat i telèfon a la masia per tal d'avisar els masovers que encenguin els llums de la torre i així pugui veure-la de nit, des del tren.
La filla de Manuel, Pilar Marquès (casada amb Francesc de Paula Bultó), hereta les fàbriques i les finques de son pare. Dona molt devota, construeix una capella a la finca on cada diumenge se celebra la missa. Com que Pilar comença a freqüentar la casa amb els seus fills, el 1901 la reforma completament i hi instal·la calefacció. El 1936, amb l'esclat de la guerra civil espanyola, l'exèrcit republicà pren possessió de la finca i la família Bultó-Marquès l'abandona. A la casa s'hi instal·la un hospital. Acabada la guerra, Pilar Marquès reprèn la direcció de les fàbriques familiars i organitza el primer «romiatge fabril» de l'estat espanyol, en què tota la família i 400 treballadors van en processó a Montserrat. Actualment encara es pot veure a Montserrat una petita plaça commemorativa davant de la mare de Déu, i també es col·locà una Moreneta al jardí anterior del mas de Sant Antoni.

### De Marquès a Bultó
Arribats a la dècada de 1950, Francesc Xavier Bultó i Marquès hereta la finca Sant Antoni de la seva mare. Com a fill petit li ha correspost la finca menys important, però Paco li té molt d'afecte i de seguida li'n comença a treure rendiment: hi planta més vinya i elabora bon vi blanc, n'explota els garroferals i hi planta un gran hort. Al mateix temps la seva dona, l'aristòcrata Inés Sagnier, introdueix canvis en el mobiliari i la decoració de la casa. Lluny de seguir en el sector tèxtil, Paco Bultó funda una fàbrica de foses industrials i el 1944, associat amb Pere Permanyer, una de motocicletes: Montesa. El 1958 l'abandona per a crear-ne una altra, Bultaco.
Fou durant l'etapa d'èxit empresarial de Bultaco -de finals dels 50 fins a mitjan anys 80-, quan el mas de Sant Antoni obtingué anomenada internacional i passà a l'imaginari col·lectiu com a peça important de la història de la marca i, de retruc, del motociclisme. Durant aquells anys les motos hi circulaven cada dia, s'hi creà un circuit de motocròs i s'hi organitzà el primer trial de la península Ibèrica, el Trial de Sant Antoni. Pels camps i muntanyes de la finca hi practicaven campions de tot el món i s'hi desenvolupaven o provaven tota mena de models de motocicleta.
Tota aquesta efervescència es truncà a començament dels 80, quan Bultaco entrà en crisi i tancà finalment les portes el 1983. Aquell mateix any, el mas de Sant Antoni passà a mans dels hereus de Paco Bultó (els seus fills), actuals propietaris de la finca. A causa dels problemes financers de Bultaco, la família hagué de vendre gran part de les seves terres, però en mantingué encara prou per a poder explotar comercialment el recinte. Des del 2000, els germans Bultó hi organitzen l'anomenat Bultaco Camp, unes colònies d'estiu per a nens on es fan activitats esportives relacionades amb el motociclisme, però també amb el submarinisme i altres esports. A més, darrerament ofereixen la finca per a tota mena de celebracions familiars i esdeveniments multitudinaris.

## Motociclisme
La relació del mas de Sant Antoni amb el motociclisme ve de lluny. Ja des dels inicis de Bultaco, a finals dels 50, Paco Bultó hi convidava sovint els seus tècnics i pilots a passar-hi uns dies o a tota mena de celebracions i actes festius. Aviat, Paco Bultó decidí d'organitzar-hi per a divertiment dels convidats una mena de proves de trial (una modalitat aleshores desconeguda a la península que havia descobert durant els seus viatges pel Regne Unit) que varen ser l'embrió del futur Trial de Sant Antoni. Més tard, quan la motocicleta de fora d'asfalt començà a posar-se de moda, els terrenys de la finca esdevingueren el lloc idoni per a provar-hi aquesta mena de motos, de manera que molts dels models de trial, motocròs i enduro de la marca es varen gestar a Sant Antoni. D'entre tots ells, el més famós fou sens dubte la Bultaco Sherpa T, ideada i creada durant l'estiu de 1964 a la finca per Paco Bultó i el campió britànic Sammy Miller, aleshores el millor pilot de trial del món.
Al llarg dels anys, multitud de familiars i amics de Paco Bultó aprengueren a pilotar les seves motos de muntanya ja de ben petits per les terres de Sant Antoni. Des dels seus nebots Joan Soler Bultó i Oriol Puig Bultó al seu renebot Manuel Soler, passant lògicament per tots els seus fills i nets, molts dels quals destacaren de grans en el món de la competició. Entre aquests cal esmentar els seus fills Ignasi i Álvaro Bultó o els seus nets Daniel Oliver, Miki Arpa i Sete Gibernau. Però no només els parents de Bultó aprengueren a pilotar pels camps de Sant Antoni, sinó també el fill dels masovers de la finca, Jorge Capapey (d'origen aragonès), qui de gran esdevingué campió d'Espanya de motocròs.
L'afecció per la moto de muntanya de Paco Bultó el feia sortir sovint d'excursió pel seu mas i terres properes amb la seva moto, acompanyat de la seva família. D'ençà de 1971, quan sortí al mercat el model Bultaco Alpina, aquestes excursions es varen prodigar i era habitual que Bultó sortís a passejar amb aquesta moto, amb un estol de nets i nebots seguint-lo amb les seves petites Chispa, Tirón o Lobito. Són famoses les fotos d'un Paco Bultó sexagenari pilotant la seva Alpina blava i carabassa amb algun net assegut al dipòsit, davant seu.
Durant anys, molts catàlegs i fullets comercials de Bultaco s'il·lustraven amb fotografies fetes als terrenys de Sant Antoni. Són especialment recordats els catàlegs de l'Alpina, molts d'ells amb imatges del mateix Francesc Xavier Bultó pilotant-ne una pels boscos o rieres de la seva finca (en alguns, fins i tot acompanyat de la seva família). No només Bultaco, sinó també l'empresa de brioixeria Bimbo, amb seu a Granollers, va popularitzar aquells paisatges: en el seu àlbum de cromos El mundo de las motos, aparegut el 1975, Bimbo hi incloïa pàgines senceres amb cromos de motos Bultaco passejant per Sant Antoni, molts d'ells fins i tot amb imatges de Paco Bultó i els seus nets.
Més tard, quan el fill gran de Paco, Ignasi Bultó, creà la seva pròpia empresa de motocicletes, Merlin, continuà amb la tradició de Bultaco i durant anys els seus models es provaren dins els límits de la finca familiar de Sant Antoni. Diversos catàlegs de Merlin s'il·lustraren també amb fotos fetes en paratges de la propietat.

### La Bultaco Sherpa T

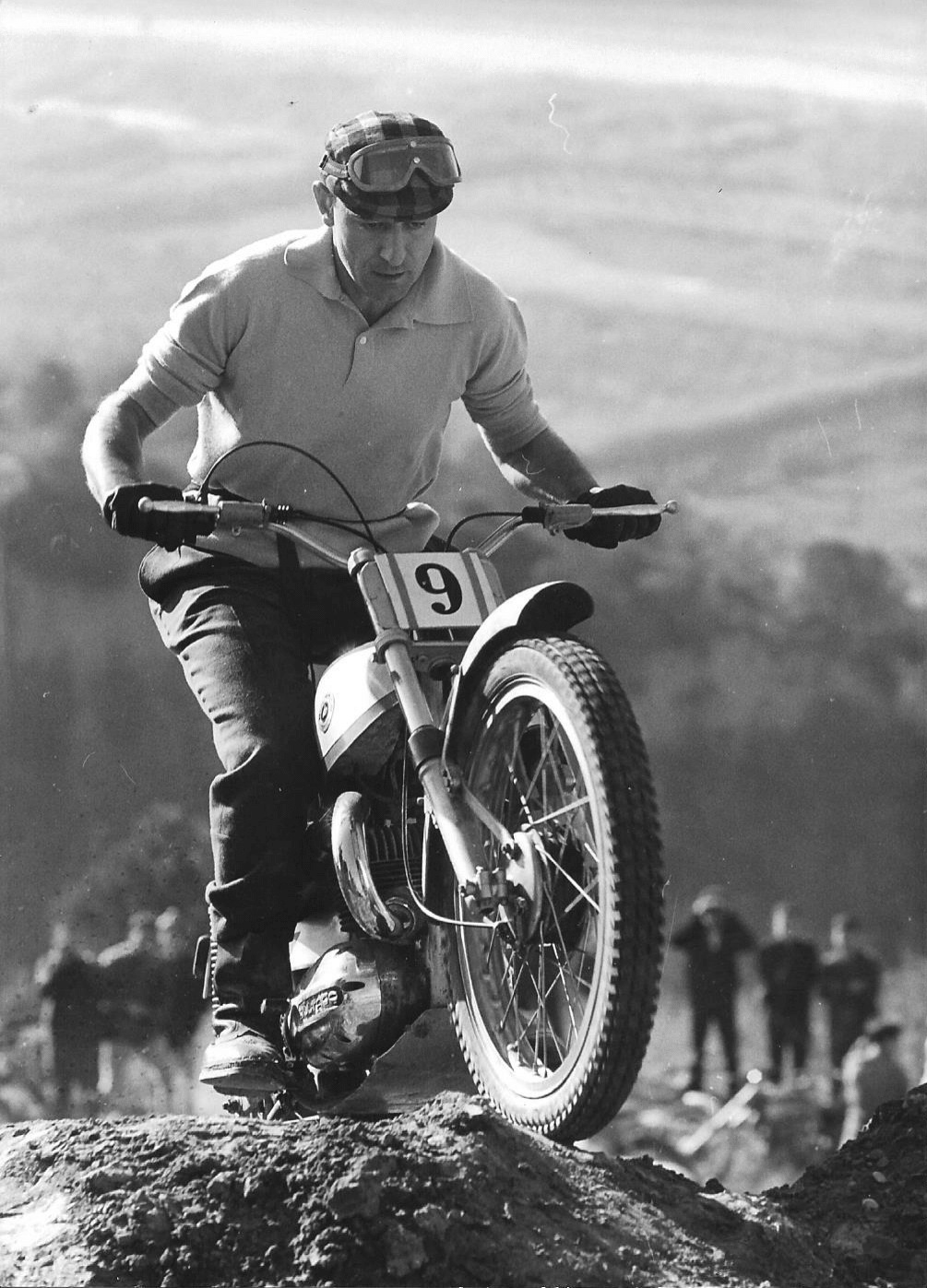
Oriol Puig Bultó amb la Sherpa T San Antonio al Trial del Papiol de 1967

La Sherpa T, el model més cèlebre de Bultaco, fou enterament ideada, dissenyada i desenvolupada dins la masia de Sant Antoni. Sammy Miller s'hi estigué l'estiu de 1964, convidat per Paco Bultó, i provà el prototipus que aquest li havia preparat. Al novembre, Miller hi tornà per mirar d'enllestir la moto en unes intenses sessions que duraren dues setmanes, amb jornades de feina que ocupaven diversos equips de tècnics i mecànics dia i nit. Bultó feu fins i tot que li portessin del Regne Unit l'Ariel amb què el nord-irlandès havia obtingut 500 victòries, per tal de poder-ne comparar el rendiment amb la Bultaco. La moto arribà a Cunit en només dos dies, i provant-la en les mateixes zones el resultat fou molt favorable a la moto catalana (amb la Sherpa, Miller superà netament la zona d'examen de Sant Antoni -anomenada "Rocky"-, mentre que amb l'Ariel fou incapaç de fer-ho). Aquell fou el moment decisiu del procés de gestació de la Sherpa T: a partir d'aleshores tot anà rodat i el maig de 1965 Sammy Miller guanyà els Sis Dies d'Escòcia de Trial amb aquesta moto, marcant una fita tan decisiva que, des d'aleshores, les motos de trial han estat classificades en Pre-65 i Post-65.
La relació de la Sherpa T amb Sant Antoni fou tan estreta que fins i tot alguna versió d'aquest model, com ara la de 1967, es comercialitzà com a Sherpa "San Antonio".

### El Trial de Sant Antoni
A començaments de la dècada de 1960, Francesc Xavier Bultó començà a organitzar al mas de Sant Antoni l'anomenat Trial de Sant Antoni, inspirat en les proves britàniques que havia descobert durant els seus viatges al Regne Unit, on havia presenciat els Sis Dies d'Escòcia entre altres competicions importants. Inicialment, l'esdeveniment era sobretot una festa per a la seva família i els pilots de Bultaco i, en no existir encara cap Bultaco d'aquesta modalitat, s'hi participava amb tota mena de models de la marca adaptats: Tralla, Sherpa N, etc. Aquells primers "trials", organitzats quan aquesta disciplina era totalment desconeguda a la península, han estat qualificats de la llavor d'aquest esport a Catalunya, tant en l'aspecte esportiu com en el tecnològic. Cal dir que Bultó organitzava excursions motoritzades per muntanya amb els seus pilots per tal d'experimentar de cara a aquella prova, partint d'una moto que anomenaven buque insignia (vaixell almirall) la qual anaven adaptant, sobre el terreny, amb un estol de mecànics que la seguia. Anys a venir, aquella moto seria l'origen de la Sherpa T.
Hi ha evidències de la celebració de proves de trial al mas de Sant Antoni ja al llunyà 1960, per bé que oficialment la prova es disputà entre 1963 i 1972. Durant aquella època, alguns futurs campions d'Espanya debutaren en aquesta prova a edat primerenca, com ara el seu fill Ignasi (qui hi debutà el 1962, a només onze anys) i el seu renebot Manuel Soler. També era habitual que Bultó hi convidés pilots que volia fitxar i fins i tot campions britànics, com ara Martin Lampkin o Malcolm Rathmell, per tal de poder veure'ls en acció.

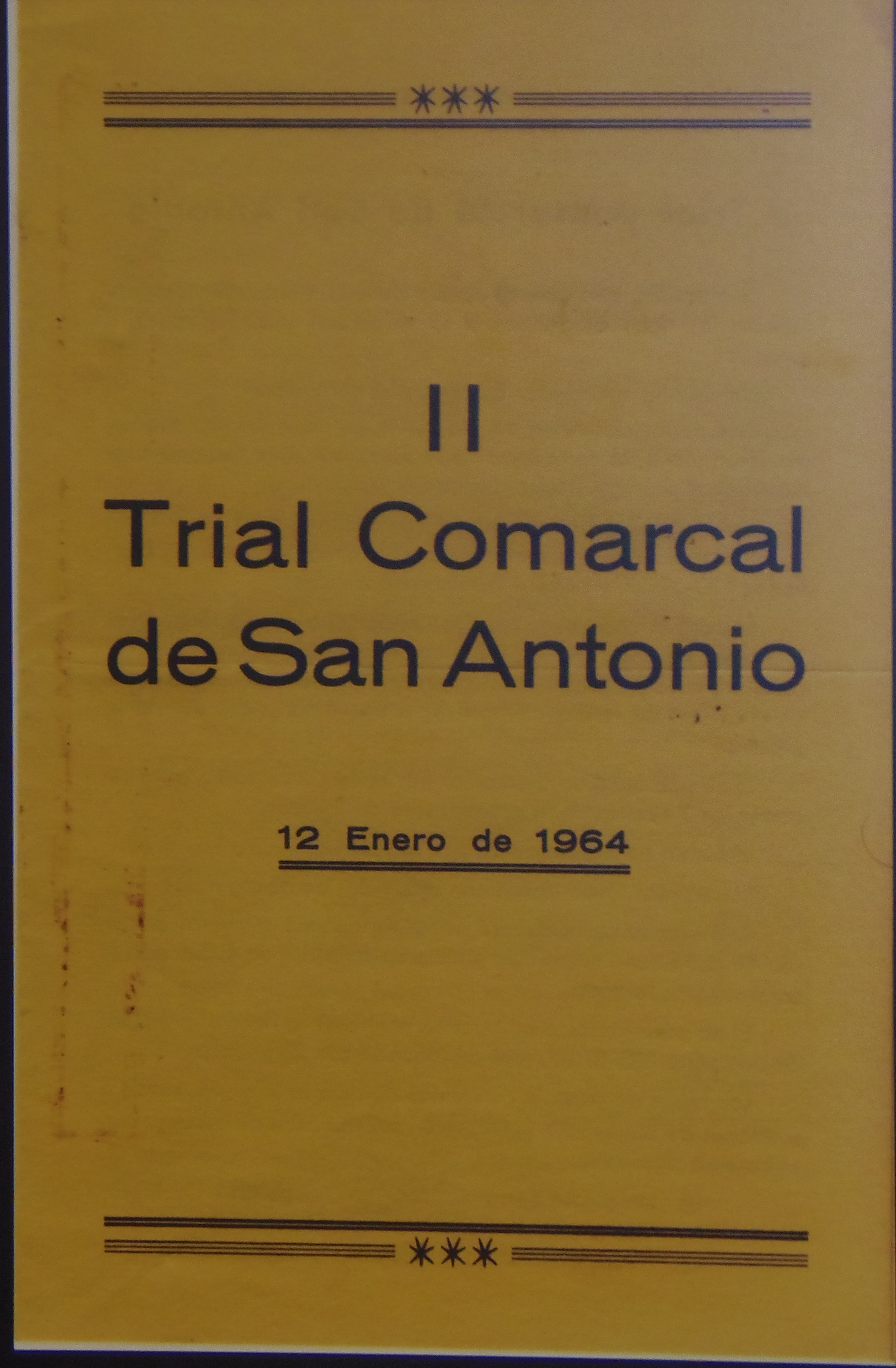
Cartell de la segona edició del Trial de San Antonio (1964)

En un fullet publicitari de la quarta edició de la prova, de 1966, es veu el recorregut del IV Trial de San Antonio i les 25 zones que calia superar, repartides al llarg de la finca. Les zones, cadascuna amb un nom identificador, eren aquestes:
1. Sam
2. Garça[a]
3. Àngel
4. Pedralbes
5. Scottish
6. Trampa
7. Osera
8. La Diana
9. El Purgatorio
10. La Ramona
11. El Querubín
12. El Pingarrón
13. El Parthenon
14. El Parthenin
15. Marina
16. Inés
17. Dr. Xavier (I)
18. Dr. Xavier (II)
19. Dr. Xavier (III)
20. Pitança
21. Step
22. Siboney
23. Cau
24. Recau
25. St. Vicens[a]

1. 1 2  Escrit així al fullet.